# Kassy
Kassy（韓語：케이시，1995年10月6日—）， 原名金素妍（김소연），韓國女歌手，於2015年在大韩民国出道。2016年參加《Unpretty Rapstar 3》。

## 來源
1. ↑  . Daum Encyclopedia. 2019-09-06  [2019-09-12]. （原始内容存档于2021-05-04） （韩语）.
2. ↑  . Korea Herald Business. 2016-07-29  [2019-09-13]. （原始内容存档于2016-09-09） （韩语）.